# Eulithidium rubrilineatum
Eulithidium rubrilineatum är en snäckart som först beskrevs av Strong 1928.  Eulithidium rubrilineatum ingår i släktet Eulithidium och familjen turbinsnäckor. Inga underarter finns listade i Catalogue of Life.